# Electronic Entertainment Expo 2008
L’Electronic Entertainment Expo 2008, communément appelé E3 2008, est la 14e édition de l'Electronic Entertainment Expo, un salon consacré exclusivement aux jeux vidéo. Il s'est tenu du 15 au 17 juillet au Los Angeles Convention Center à Los Angeles.

## Organisation

### Agencement de l'édition 2008
L'E3 2008 s'inscrit dans la continuité de l'édition 2007: le salon était encore une fois réservé aux professionnels (développeurs, éditeurs, journalistes, etc), tandis que la surface d'exposition a été encore réduite, pour atteindre 2 500 m2 (à titre de comparaison, l'édition 2006 s'étendait sur près de 57 000 m2).
Cette formule opérée par l'Entertainment Software Association, l'association des éditeurs de jeux vidéo américains et organisme chargé de l'évènement, visait à réduire les coûts devenus de plus en plus importants au fil des ans. En effet, chaque année l'E3 nécessitait un investissement jugé parfois déraisonnable, ce qui a poussé les organisateurs à revoir en profondeur l'organisation du salon.
L'ESA a néanmoins procédé à quelques changements afin de ne plus essuyer les critiques de l'année précédente : du fait d'une logistique désastreuse, le salon a dû quitter Santa Monica pour se tenir de nouveau au Los Angeles Convention Center, même si l’événement est resté cantonné à un seul hall du Convention Center.

### Critiques de l’événement
Les critiques de l'E3 2008 ont commencé à fustiger en mai 2008 lorsque certains éditeurs, comme Activision, Vivendi Games ou encore Sierra, ont annoncé leur intention de ne pas se rendre au salon.
De nombreuses personnalités de l'industrie du jeu vidéo ont critiqué cette édition 2008, en reprochant notamment à l'ESA de ne pas vouloir rouvrir le salon au public, mais aussi de ne pas permettre aux exposants de profiter d'espaces plus importants pour leurs stands. Peter Moore, président d'EA Sports, a par exemple déclaré qu'« il y avait un sentiment palpable de frustration chez l'ensemble des participants, aussi bien les éditeurs que la presse spécialisée ou les analystes financiers ». « Je hais l'E3 tel qu'il est », a également déclaré John Riccitiello, président d'Electronic Arts, interrogé par le San Francisco Chronicle au sujet de l'édition 2008. « Nous devons revenir à l'ancienne formule, ou nous serons contraints d'organiser nos propres évènements privés ».
Malgré ces reproches, l'ESA a annoncé que l'E3 2009 aura bien lieu. Cependant, l'organisme réfléchirait à proposer une nouvelle formule, censée réconforter les acteurs de l'industrie qui ont tant critiqué les deux dernières éditions. Il serait ainsi question d'une surface d'exposition dix fois plus grande qu'en 2008.

## Annonces

### Jeux annoncés
- God of War III (PlayStation 3)
- Grand Theft Auto: Chinatown Wars (Nintendo DS)
- I Am Alive (Windows, PlayStation 3, Xbox 360)
- MAG (PlayStation 3)
- Resistance: Retribution (PlayStation Portable)
- Scene it ? Box office (Xbox 360)
- Wii Music (Wii)
- Wii Sports Resort (Wii)
- Kirby Super Star Ultra (Nintendo DS)
- Sonic Unleashed : La Malédiction du Hérisson (Xbox 360, PlayStation 3, Wii, PlayStation 2)
- You're in the Movies (Xbox 360)

### Autres annonces
- Au cours de la conférence Microsoft organisée le 14 juillet, Yōichi Wada, président de Square Enix, annonce l'adaptation de Final Fantasy XIII sur Xbox 360. La PlayStation 3 perd ainsi l'une de ses plus grosses exclusivités.
- Le même jour, Nintendo lève le voile sur le Wii Motion Plus, censé offrir une meilleure précision de la télécommande Wii.

## Liste des nommés
Meilleur jeu du salon
- Fallout 3

Meilleur jeu original
- Mirror's Edge

Meilleur jeu PC
- Spore

Meilleur jeu console
- Little Big Planet

Meilleur jeu console portable
- Resistance: Retribution

Meilleur matériel/périphérique
- Rock Band 2 Ion Drumer Set

Meilleur jeu d'action
- Gears of War 2

Meilleur jeu d'action/aventure
- Dead Space

Meilleur jeu de rôle
- Fallout 3

Meilleur jeu de course
- Pure

Meilleur jeu de sport
- Madden NFL 09

Meilleur jeu de combat
- Street Fighter IV

Meilleur jeu de stratégie
- Tom Clancy's EndWar

Meilleur jeu de puzzle, party game ou casual game
- Little Big Planet

Meilleur jeu multijoueur en ligne
- Left 4 Dead